# Beddington (Maine)
Beddington ist eine Town im Washington County des Bundesstaates Maine in den Vereinigten Staaten. Im Jahr 2020 lebten dort 60 Einwohner in 293 Haushalten (in den Vereinigten Staaten werden auch Ferienwohnungen als Haushalte gezählt) auf einer Fläche von 98,06 km².

## Geographie
Nach dem United States Census Bureau hat Beddington eine Gesamtfläche von 98,06 km², von der 89,59 km² Land sind und 8,47 km² aus Gewässern bestehen.

### Geographische Lage
Beddington liegt im Westen des Washington Countys und grenzt an das Hancock County. Mehrere Seen grenzen an das Gebiet der Town. Im Norden liegt der Pleasant River Lake, zentral der Spruce Mountain Lake, im Westen der Beddington Lake und im Süden der Bog Brook Flowage. Die Oberfläche ist eben, der 321 m hohe Spruce Mountain ist die höchste Erhebung auf dem Gebiet der Town.

### Nachbargemeinden
Alle Entfernungen sind als Luftlinien zwischen den offiziellen Koordinaten der Orte aus der Volkszählung 2010 angegeben.
- Norden und Osten: North Washington, Unorganized Territory, 42,5 km
- Süden: Deblois, 10,0 km
- Westen: East Hancock, Unorganized Territory, Hancock County, 17,7 km

### Stadtgliederung
In Beddington gibt es mehrere Siedlungsgebiete: Beddington, Lower Beddington und South Beddington.

### Klima
Die mittlere Durchschnittstemperatur in Beddington liegt zwischen −7,8 °C (18 °F) im Januar und 20,6 °C (69 °F) im Juli. Damit ist der Ort gegenüber dem langjährigen Mittel der USA um etwa 9 Grad kühler. Die Schneefälle zwischen Oktober und Mai liegen mit bis zu zweieinhalb Metern mehr als doppelt so hoch wie die mittlere Schneehöhe in den USA; die tägliche Sonnenscheindauer liegt am unteren Rand des Wertespektrums der USA.

## Geschichte
Beddington wurde zunächst als Township No. 23 Middle Division, Bingham's Penobscot Purchase (T23 MD BPP) vermessen. Als Town wurde das Gebiet am 31. Januar 1833 organisiert. Als Teil des Bingham Purchase wurde die Town nach einem Stadtteil in der Nähe von London benannt.

### Einwohnerentwicklung
| Volkszählungsergebnisse – Town of Beddington, Maine | Volkszählungsergebnisse – Town of Beddington, Maine | Volkszählungsergebnisse – Town of Beddington, Maine | Volkszählungsergebnisse – Town of Beddington, Maine | Volkszählungsergebnisse – Town of Beddington, Maine | Volkszählungsergebnisse – Town of Beddington, Maine | Volkszählungsergebnisse – Town of Beddington, Maine | Volkszählungsergebnisse – Town of Beddington, Maine | Volkszählungsergebnisse – Town of Beddington, Maine | Volkszählungsergebnisse – Town of Beddington, Maine | Volkszählungsergebnisse – Town of Beddington, Maine |
| Jahr                                                | 1800                                                | 1810                                                | 1820                                                | 1830                                                | 1840                                                | 1850                                                | 1860                                                | 1870                                                | 1880                                                | 1890                                                |
| --------------------------------------------------- | --------------------------------------------------- | --------------------------------------------------- | --------------------------------------------------- | --------------------------------------------------- | --------------------------------------------------- | --------------------------------------------------- | --------------------------------------------------- | --------------------------------------------------- | --------------------------------------------------- | --------------------------------------------------- |
| Einwohner                                           |                                                     |                                                     |                                                     |                                                     | 164                                                 | 147                                                 | 144                                                 | 134                                                 | 129                                                 | 184                                                 |
| Jahr                                                | 1900                                                | 1910                                                | 1920                                                | 1930                                                | 1940                                                | 1950                                                | 1960                                                | 1970                                                | 1980                                                | 1990                                                |
| Einwohner                                           | 86                                                  | 58                                                  | 40                                                  | 35                                                  | 31                                                  | 26                                                  | 14                                                  | 32                                                  | 36                                                  | 43                                                  |
| Jahr                                                | 2000                                                | 2010                                                | 2020                                                | 2030                                                | 2040                                                | 2050                                                | 2060                                                | 2070                                                | 2080                                                | 2090                                                |
| Einwohner                                           | 29                                                  | 50                                                  | 60                                                  |                                                     |                                                     |                                                     |                                                     |                                                     |                                                     |                                                     |

## Wirtschaft und Infrastruktur

### Verkehr
Die Maine State Route 9 verläuft in westöstlicher Richtung durch die Town und verbindet sie mit Wesley im Osten und Aurora im Westen. Durch den Westen des Gebietes verläuft die Maine State Route 193 in nordsüdlicher Richtung.

### Öffentliche Einrichtungen
Es gibt keine medizinischen Einrichtungen in Beddington.
Beddington besitzt keine eigene Bücherei. Die nächstgelegene befindet sich in Harrington.

### Bildung
Für die Bildung in Beddington ist das Beddington School Department zuständig.